# Chiesa di San Cristoforo (Motta di Costabissara)
La chiesa di San Cristoforo è la parrocchiale di Motta, frazione di Costabissara in provincia e diocesi di Vicenza; fa parte del vicariato di Castelnovo-Malo.
Chiesa parrocchiale dal 1771, è stata ricostruita negli anni sessanta e ancor prima nella metà del XIX secolo.

## La chiesa odierna
Già a ridosso della metà del Novecento la vecchia chiesa cominciava ad essere troppo piccola per il numero di parrocchiani in continuo aumento, ma anche in una posizione troppo pericolosa per la vicinanza con la strada statale.
Venne scelto di erigere la chiesa sul terreno che serviva come orto al parroco con una spesa di circa 60 milioni di lire che venne in gran parte coperta dalle offerte dei parrocchiani.
La chiesa si presenta formata da un vano unico a pianta centrale, con presbiterio absidale e uno spazio per i fedeli di 1300 m2 e una capienza di 380 posti a sedere circa (o 600 in folla). Lo stile architettonico rimanda a quello di molte altre chiese costruite negli anni sessanta, nel periodo a ridosso del Concilio Vaticano II.
Presenta tre altari al suo interno: l'altare maggiore dedicato a San Cristoforo e due altari laterali. Uno di questi, del 1734,  è dedicato a San Giuseppe datato tra la fine del 1500 e l'inizio del 1600 mentre l'altro è dedicato alla Vergine del Rosario e fatto costruire nel 1494.
La pala del Maganza che faceva parte dell'altare maggiore è ora appesa nella parete dell'abside.

### I lavori di costruzione
Il 10 novembre 1961 la Curia vescovile di Vicenza autorizzò i lavori che vennero appaltati alla ditta dell'ingegnere De Facci, mentre il progetto fu affidato all'ingegnere Zaupa. Domenica 15 settembre 1963 i lavori hanno ufficialmente inizio con la posa e la benedizione della prima pietra da parte del vescovo Carlo Zinato.
Vennero trasferiti gli altari presenti nella vecchia chiesa e, con un progetto del 24 giugno 1964, anche l'organo previo smontaggio, rimessa a nuovo e sostituzione della tromba dulciana.

### Ristrutturazioni
Nel 1970 il campanile venne dotato dell'automatizzazione delle campane e il vecchio orologio fuori uso venne sostituito con uno nuovo automatico.
Nella prima metà degli anni ottanta sono stati restaurati tutti i dipinti.
La pala presente nell'altare maggiore della vecchia chiesa (San Cristoforo con Madonna e Bambino) è rimasto nella parete in fondo all'abside, attribuito al Maganza e restaurato nel 1985.
I due altari laterali sono rimasti con i rispettivi dipinti: quello di sinistra della Vergine del Rosario (con I misteri del Rosario) restaurato nel 1985 e quello di destra di San Giuseppe con il dipinto dedicato al santo omonimo restaurato nel 1983. Entrambi i dipinti sono del Maganza.
Sempre nel 1985 sono stati restaurati San Giovanni della Croce, San Gaetano Thiene (appartenenti alla scuola veneta del XVII secolo) e Madonna con Bambino e Santo (appartenente alla scuola veneta del XVIII secolo).

## La vecchia chiesa
Le memorie più antiche risalgono ad una vendita di beni esistenti nella Villa del 9 aprile 1431 e in un testamento del 10 agosto 1450.
Nel 1771 la chiesa di San Cristoforo viene eretta a chiesa parrocchiale senza dimenticare l'obbligo ad offrire un cereo alla parrocchia di Costabissara che, all'inizio del Novecento venne commutato in un equivalente in denaro.
Veniva ufficiata da un rettore e un cappellano eletti dai Governatori della Motta e approvati dal rettore di Costabissara. Di questi rettori è rimasta memoria di un certo Bartolomeo da Piacenza, di Bonifacio Malacreta e di un certo Prete Tommaso.
Grazie ad un lascito, nel 1494, la chiesa si arricchisce di un beneficio stabile formato da tre campi arativi in località Favrega.
Nel settembre 1922 venne costruita una cappella dal coro verso il campanile.
La chiesetta venne definitivamente abbattuta il 20 febbraio 1965 per lasciare posto alla nuova chiesa appena costruita e dare quindi possibilità di un allargamento della statale vista la sua importanza viabilistica.

### La struttura e i restauri
La chiesa presentava i tre altari della nuova chiesa, con la differenza che l'altare maggiore era dedicato a San Cristoforo ed era comprensivo di una tavola del Maganza e un tabernacolo di marmo di Carrara con incrostazioni di rosso di Francia.
Era provvista anche di un cimitero.
Tra i primi di settembre 1911 e la primavera del 1912 vennero effettuati alcuni lavori di restauro che riguardarono: la malta e la tinta ai muri esterni e alla facciata, la riparazione degli altari, la tinta del soffitto, il rinnovo della porta maggiore con l'aggiunta di una bussola e la costruzione di un pulpito portatile e di una scala a chiocciola per la salita in cantoria.